# Borgeby kyrka
Borgeby kyrka är en kyrkobyggnad vid Lödde å i Borgeby socken. Den tillhör Bjärreds församling, tidigare Borgeby församling, i Lunds stift.

## Kyrkobyggnaden
Stenkyrkan byggdes ursprungligen runt år 1200. Då byggdes kyrkans torn och långhusets västra del. 1871 revs det mesta av den gamla kyrkan. Då förlängdes långhuset österut och kyrkan fick sitt nuvarande tresidiga kor. Tornet fick en överdel med dubbla rundbågsgluggar som öppnas när klockan ringer.
En brand utbröt den 28 mars 1915. Tornet och kyrkklockan föll ner och slog hål på loftet ovanför vapenhuset. Långhusets hela takstol och bjälklagret i tornet förstördes. Under tiden reparationerna pågick hölls högmässan i Löddeköpinge kyrka. Därefter hörde Borgeby samman med Löddeköpinge till 1973.
1987 genomfördes en omfattande renovering av kyrkan, då bland annat bänkarna ommålades och kyrkan blev nykalkad.
Kyrkan inhägnas av häckar och murverk.
Tidigare har kyrkan varit förbunden med Borgeby slott med en mur. Det har även hittats en tunnel mellan slottet och kyrkan.

## Inventarier
- Altartavlan målades på 1870-talet av Mårten Eskil Winge och föreställer Kristus i Getsemane.
- På altaret finns ett krucifix från Oberammergau i Tyskland, samt två malmljusstakar från 1500-talet.
- Predikstolen är delvis från 1700-talets början med snickeriarbeten även utförda 1871.

- Dopfunten av sandsten kommer från medeltiden och är utförd i enkel stil.
- Mässhake med tetragrammet JHWH på framsidan finns bland textilierna.
- Vid branden 1915 förstördes den dåvarande kyrkklockan. Ernst Norlind och hans hustru Hanna skänkte kyrkan två nya klockor. Båda göts i Stockholm. Den stora klockan blev omgjuten 1941 av K G Bergholtz.

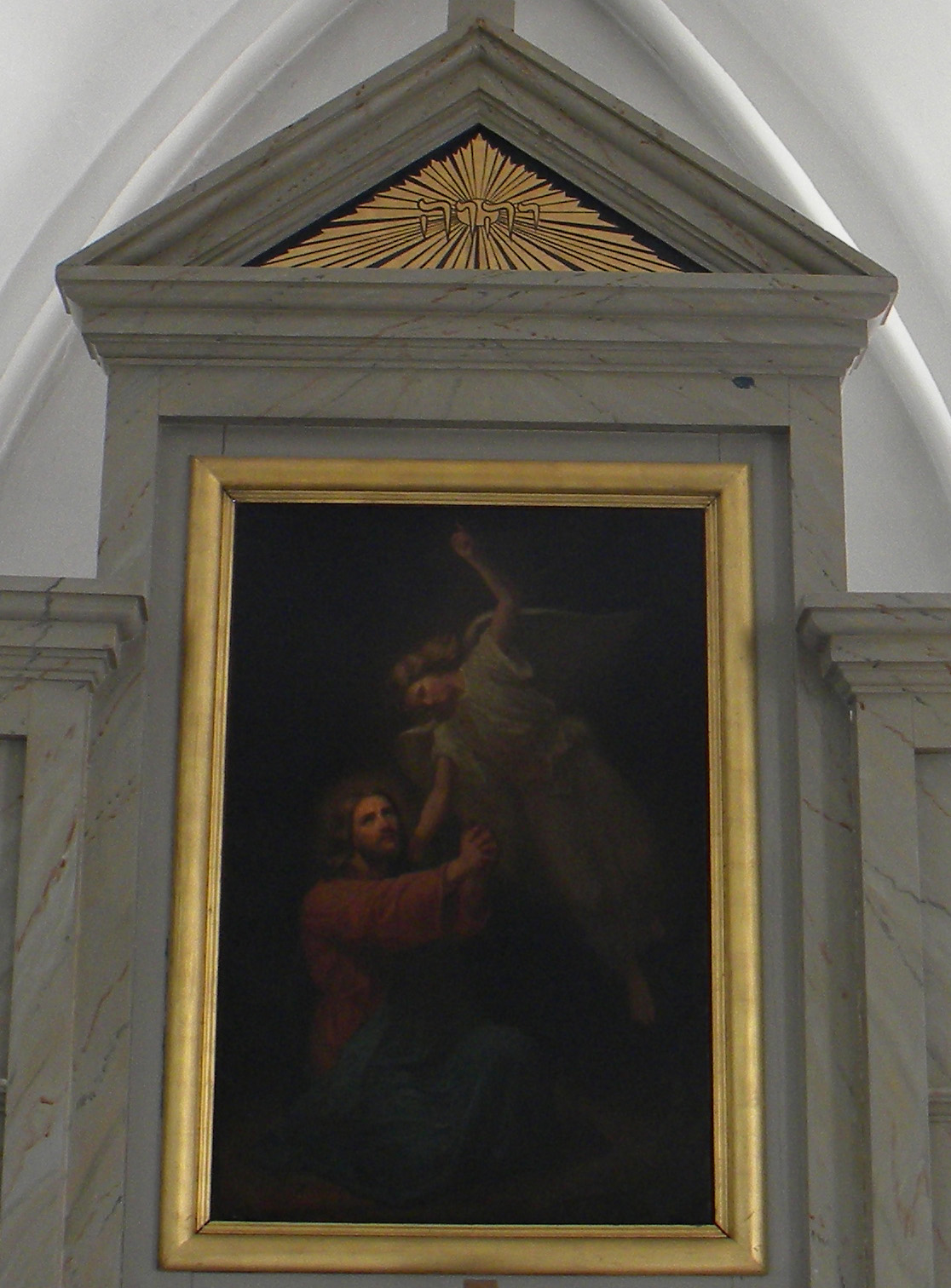
Altartavlan
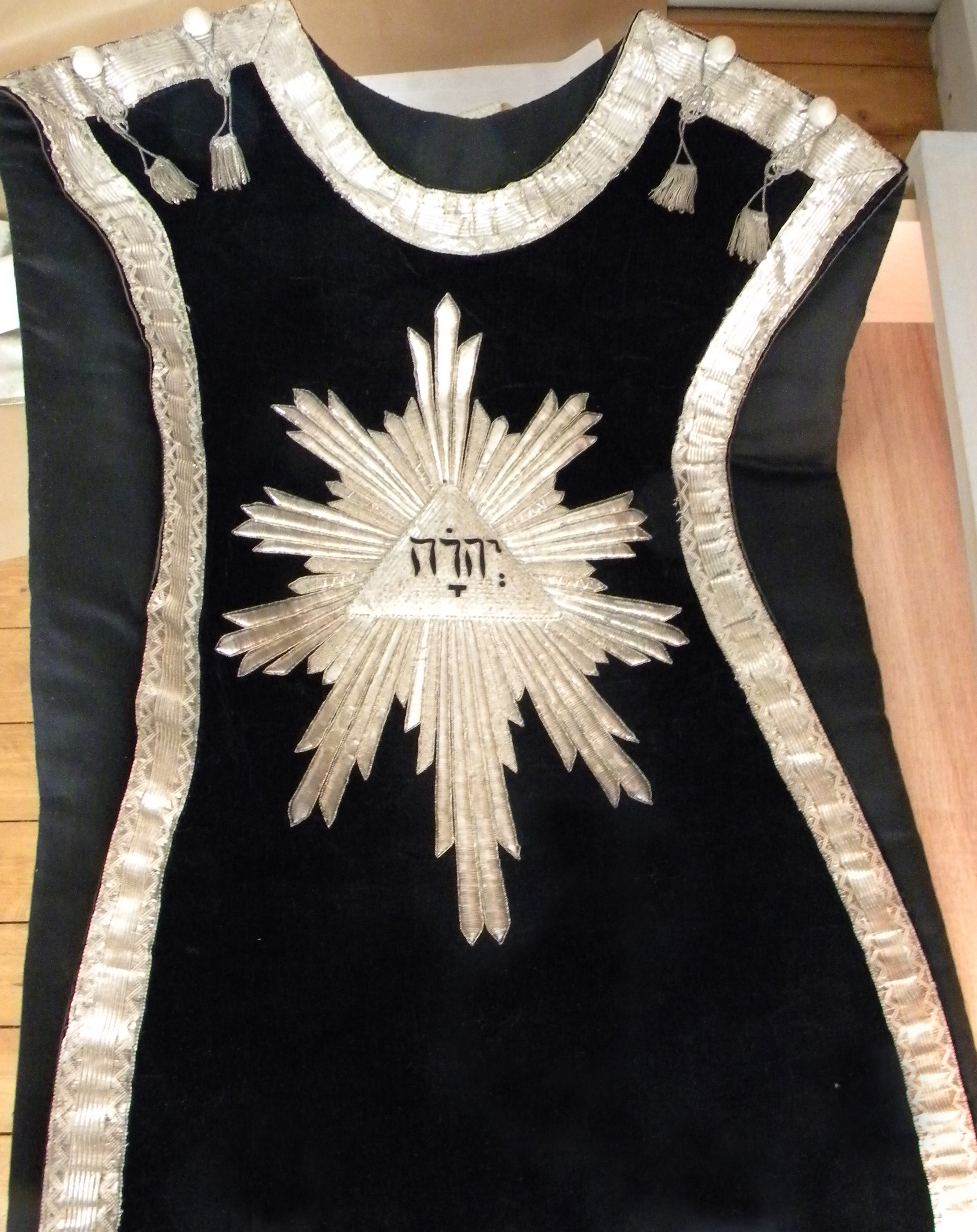
Mässhake

### Orgel
- 1887 byggde Rasmus Nilsson, Malmö en orgel med 8 stämmor. Orgeln finns idag magasinerad i kyrkan.
- Den nuvarande orgeln byggdes 1978 av A. Mårtenssons Orgelfabrik AB, Lund och är en mekanisk orgel. Fasaden är från 1887 års orgel.

| Huvudverk I   | Svällverk II      | Pedal        | Koppel |
| Principal 8'  | Gedackt 8´        | Subbas 16´   | I/P    |
| Rörflöjt 8'   | Koppelflöjt 4'    | Octavbas 8'  | II/P   |
| Octava 4'     | Principal 2'      | Nachthorn 4' | II/I   |
| Täckflöjt 4'  | Cymbel 2 chor     |              |        |
| Kvinta 2 2/3' | Rörskalmeja 8'    |              |        |
| Blockflöjt 2' | Tremulant         |              |        |
| Ters 1 3/5'   | Crescendosvällare |              |        |
| Mixtur 3 chor |                   |              |        |